# Axysta americana
Axysta americana är en tvåvingeart som beskrevs av Clausen 1983. Axysta americana ingår i släktet Axysta och familjen vattenflugor. Inga underarter finns listade i Catalogue of Life.